# Langerak (Utrecht)
Langerak is een Vinex-locatie in Utrecht en maakt deel uit van de wijk Leidsche Rijn.
De eerste huizen van Langerak werden in 1999 opgeleverd, en daarmee is het de eerste buurt van Leidsche Rijn. Langerak biedt aan ± 4.440 mensen huisvesting. De buurt is gebouwd in de polder Langerak, en heeft daaraan ook zijn naam ontleend. Alle straatnamen zijn daarom genoemd zijn naar een rak, enkele voorbeelden:
- Grietmansraklaan
- Akkrumerraklaan
- Klifrakplantsoen
- Kreekraklaan
- Monnikkeraklaan

Langerak ligt tussen de Groenedijk en de Zandweg, de hoofdweg is de Langerakbaan.

## Onderwijs en recreatie
In Langerak zijn 2 scholen gevestigd, PCBS De Boomgaard en de KBS De Achtbaan. Beide scholen zitten in het 'Cluster Voorn', dat gevestigd is in het Klein Archeologiepark. In dit park zijn tevens een basketbalveld, een bouwspeeltuin en een kunstgrasveld aangelegd.

## Openbaar vervoer
Bus 4 rijdt over de Langerakbaan iedere 15 tot 18 minuten van Voordorp via station Utrecht Centraal naar station Utrecht Terwijde en v.v.